# Неравенство Боголюбова (квантовая статистическая физика)
Неравенство Боголюбова (квантовая статистическая физика) — неравенство для фурье-образов статистических функций Грина в энергетическом представлении и корреляционных средних. Используется в теории ферромагнетизма, антиферромагнетизма, кристаллических структур для доказательства невозможности фазовых переходов в одно- и двумерных системах.

## Формулировка
Неравенство Боголюбова для функций Грина:
{\displaystyle \mid \langle \langle B^{+};B\rangle \rangle _{E=0}\mid \geqslant {\frac {1}{2\pi }}{\frac {\mid \langle \left[Q;B\right]\rangle \mid ^{2}}{\mid \langle \left[Q;\left[Q^{+};B\right]\right]\rangle \mid }}}
Здесь: {\displaystyle \langle \langle B^{+};B\rangle \rangle } — фурье-представление двухвременной функции Грина {\displaystyle \langle \langle A(t);B(\tau )\rangle \rangle =-i\theta (t-\tau )\langle \left[A(t);B(\tau )\right]\rangle } в энергетическом представлении: {\displaystyle \langle \langle A(t);B(\tau )\rangle \rangle =\int _{-\infty }^{+\infty }\langle \langle A;B\rangle \rangle _{E}\exp {-iE(t-\tau ))dE}}.
Неравенство Боголюбова для корреляционной функции {\displaystyle \langle BB^{+}+B^{+}B\rangle }:
{\displaystyle \langle BB^{+}+B^{+}B\rangle \geqslant 2\theta {\frac {\mid \langle \left[Q;B\right]\rangle \mid ^{2}}{\mid \langle \left[Q;\left[Q^{+};B\right]\right]\rangle \mid }}}